# Plectrosternus
Plectrosternus (лат.) — род жуков из семейства жуков-щелкунов. Встречаются представители в Южной и Юго-восточной частях Азии.

## Виды
- Plectrosternus rufus Lacordaire, 1857
- Plectrosternus convexus Vats et Kashyap, 1992